# Phyllonorycter melhaniae
Phyllonorycter melhaniae är en fjärilsart som först beskrevs av Lajos Vári 1961.  Phyllonorycter melhaniae ingår i släktet guldmalar, och familjen styltmalar.
Artens utbredningsområde är Zimbabwe. Inga underarter finns listade i Catalogue of Life.